# Louis Raemaekers
Pour les articles homonymes, voir Raemaekers.
Louis Raemaekers, né le 6 avril 1869 à Ruremonde et mort le 26 juillet 1956 à La Haye, est un dessinateur de presse néerlandais, qui pendant la Première Guerre mondiale est devenu le dessinateur le plus connu du monde entier, d'abord par ses dessins dans le journal De Telegraaf d'Amsterdam et ensuite par ses publications pour le bureau de propagande britannique Wellington House.

## Biographie
Après la mort de Louis Raemaekers en 1956, le The Times (Londres) a publié sa nécrologie : « Il a été dit de Louis Raemaekers qu'il était le seul individu privé qui a exercé une influence réelle et grande sur le cours de la Première Guerre mondiale. Il y a eu une dizaine de personnes – empereurs, rois, hommes d'État et commandants en chef – qui de toute évidence ont formé les développements politiques. En dehors de ce cercle des grands, Louis Raemaekers se manifeste comme un homme qui, sans titre et sans fonction, a certainement influencé le destin des peuples. »
Avant la guerre Louis Raemaekers était peintre de paysages et de portraits, professeur de dessin et ensuite dessinateur de presse. On pourrait croire qu’il menait une vie calme, mais en réalité, il était un homme de caractère, plutôt énergique et prêt à donner son opinion, que placide et nonchalant. Il ressemble fort à son père qui était éditeur d’un journal, au milieu d’un conflit qui est étalé en long et en large dans les journaux. Joseph Raemaekers était un homme persévérant avec un grand sens de l’équité. Le jeune Louis a appris dans son enfance à se faire une opinion et si nécessaire à lutter contre l'ordre établi.

### La Grande Guerre
En 1914 il fait ses dessins pour De Telegraaf, le plus grand quotidien des Pays-Bas. Il expose – en groupe et solo – et il est recherché comme illustrateur de livres et dessinateur d’affiches commerciales. Quand la guerre éclate, il est largement connu. L’invasion des Allemands en Belgique, bien qu’attendue, le bouleverse complètement par la force et la brutalité de l’attaque. Il se forge une opinion sur la base des reportages de journalistes qui étaient sur place, des photos, et des expériences des réfugiés belges. Il était près de la dépression nerveuse, il ne pouvait plus dormir. Les dessins les plus émouvants datent de ces trois premiers mois de la guerre.
Son message est clair : les Pays-Bas ne peuvent pas rester neutres. Pour Raemaekers on ne peut pas se reposer tant que le pangermanisme n’est pas totalement éliminé.
Dans les semaines et les mois qui suivent, ses dessins ne passent inaperçus ni pour le peuple, ni pour le gouvernement néerlandais, ni pour le gouvernement allemand. La neutralité du pays est en danger : dessins et albums sont saisis par l’État, à la demande du gouvernement allemande, il est appelé à rendre des comptes chez le premier ministre.

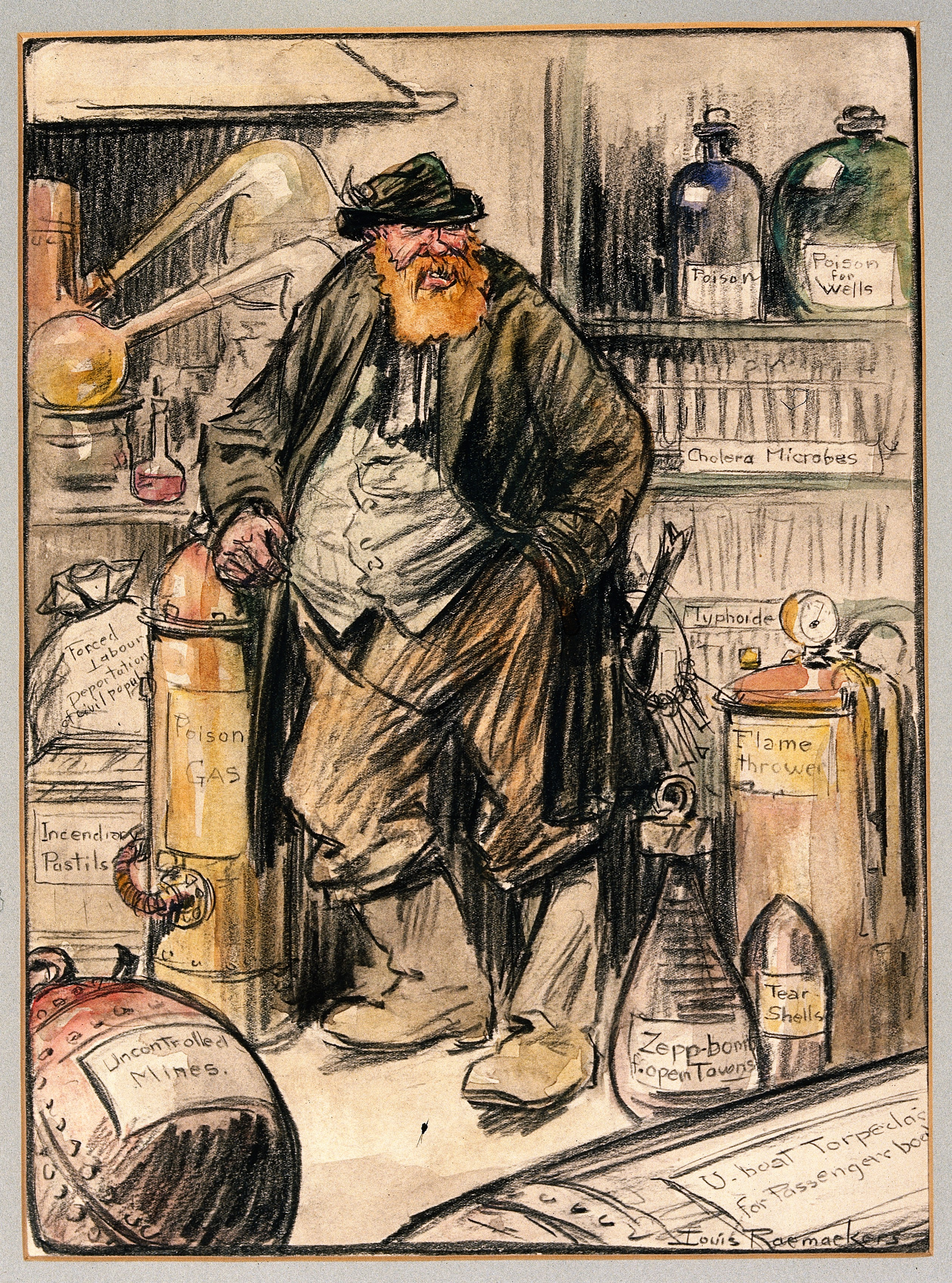
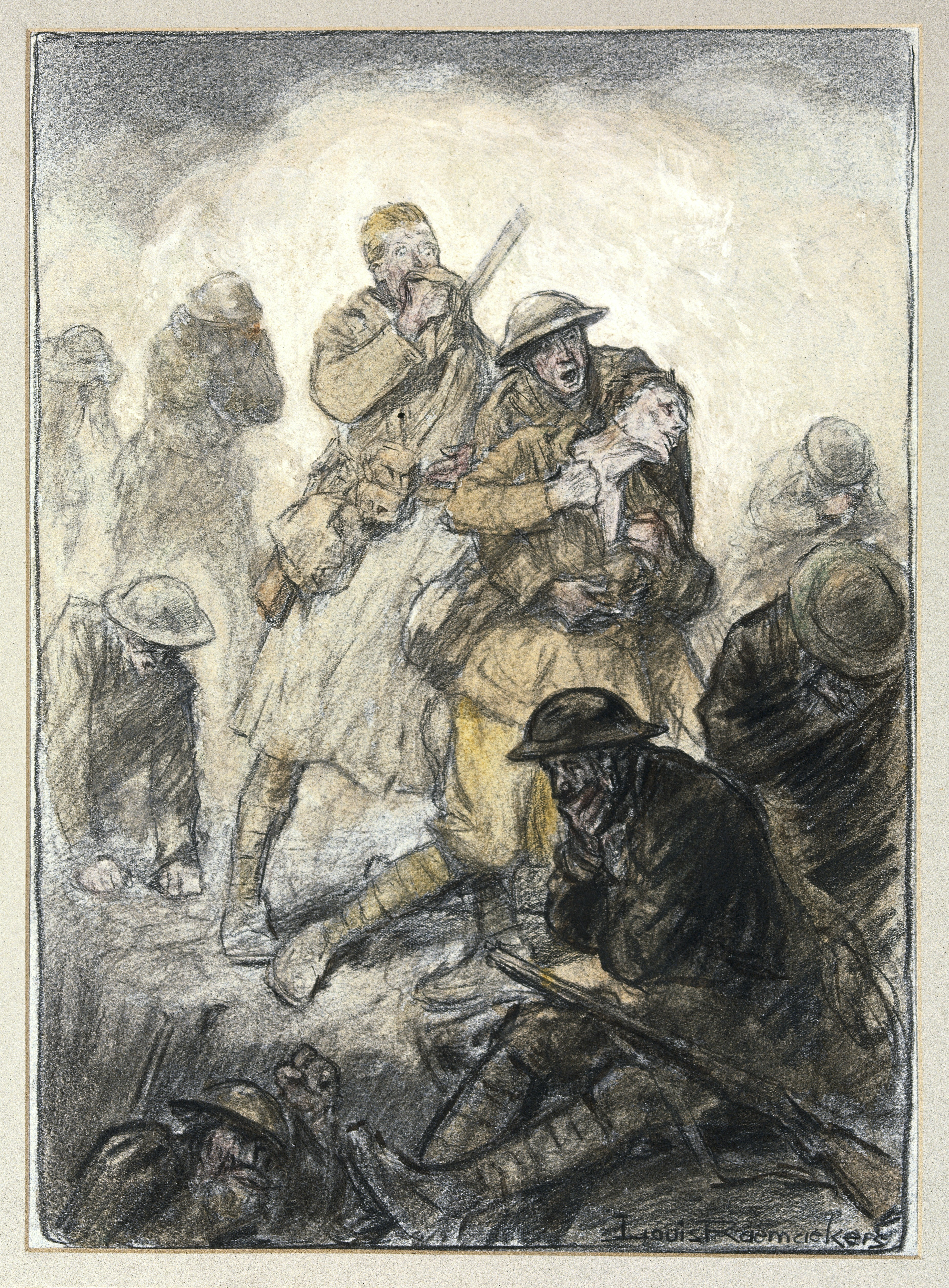
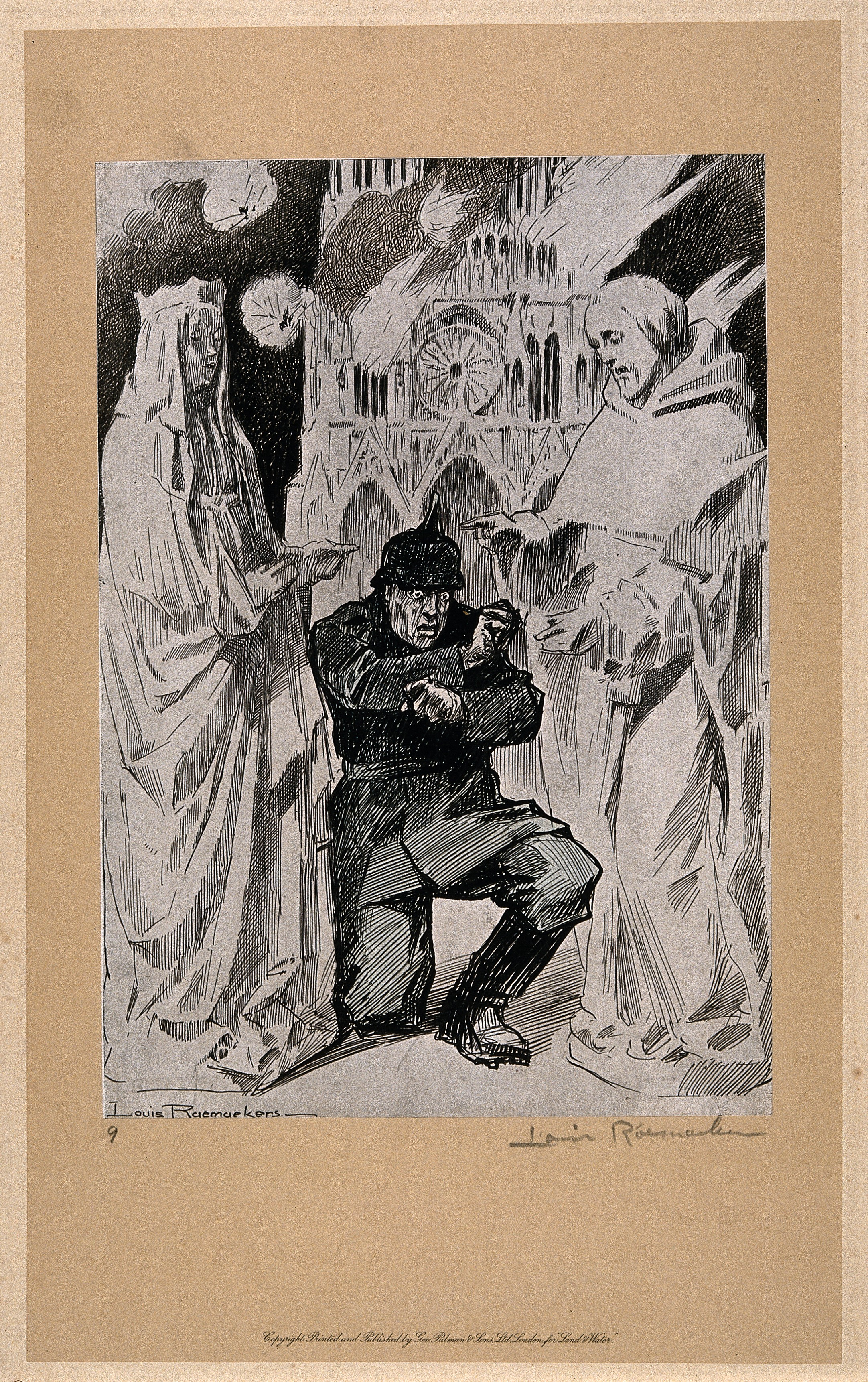
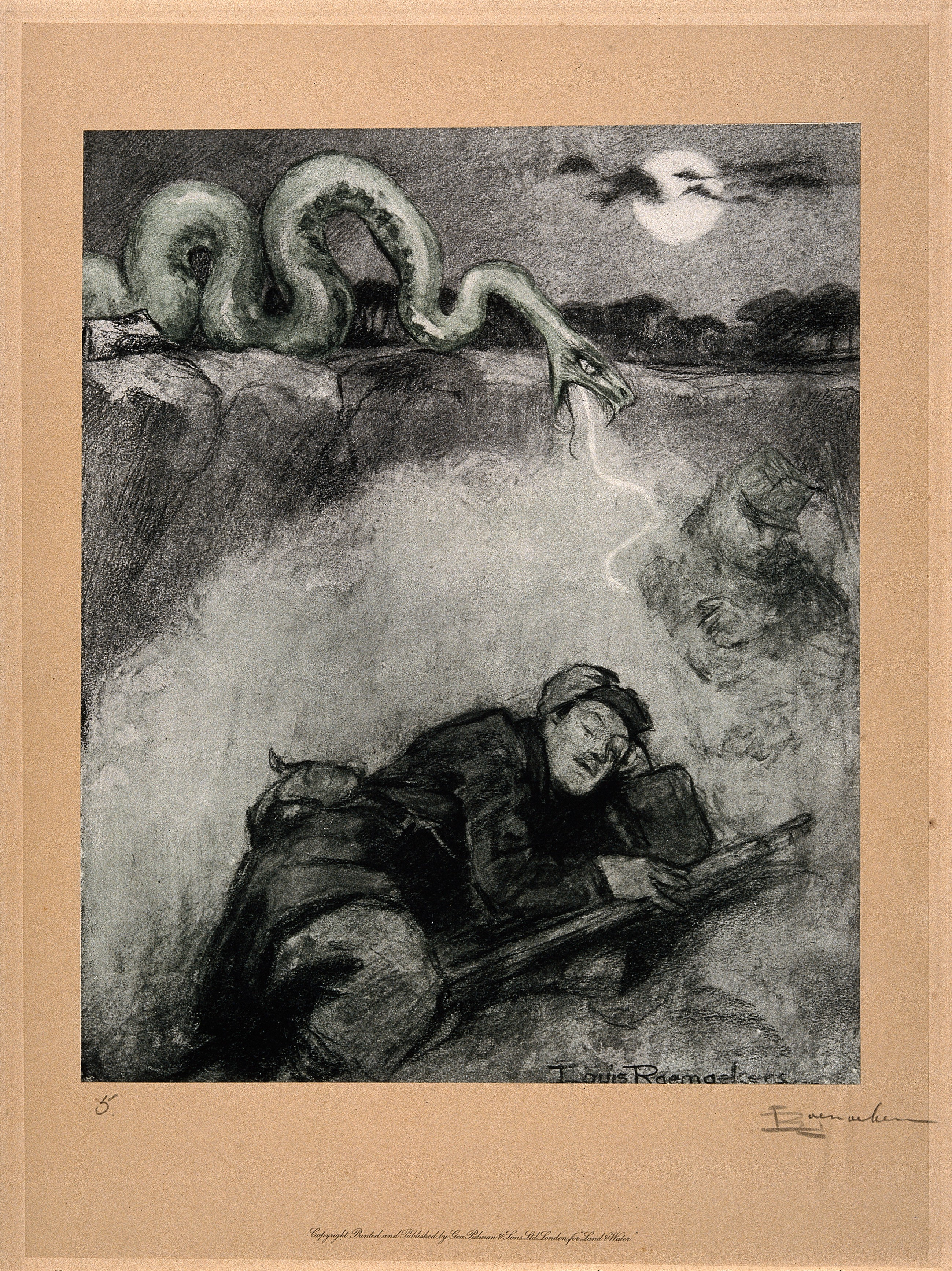
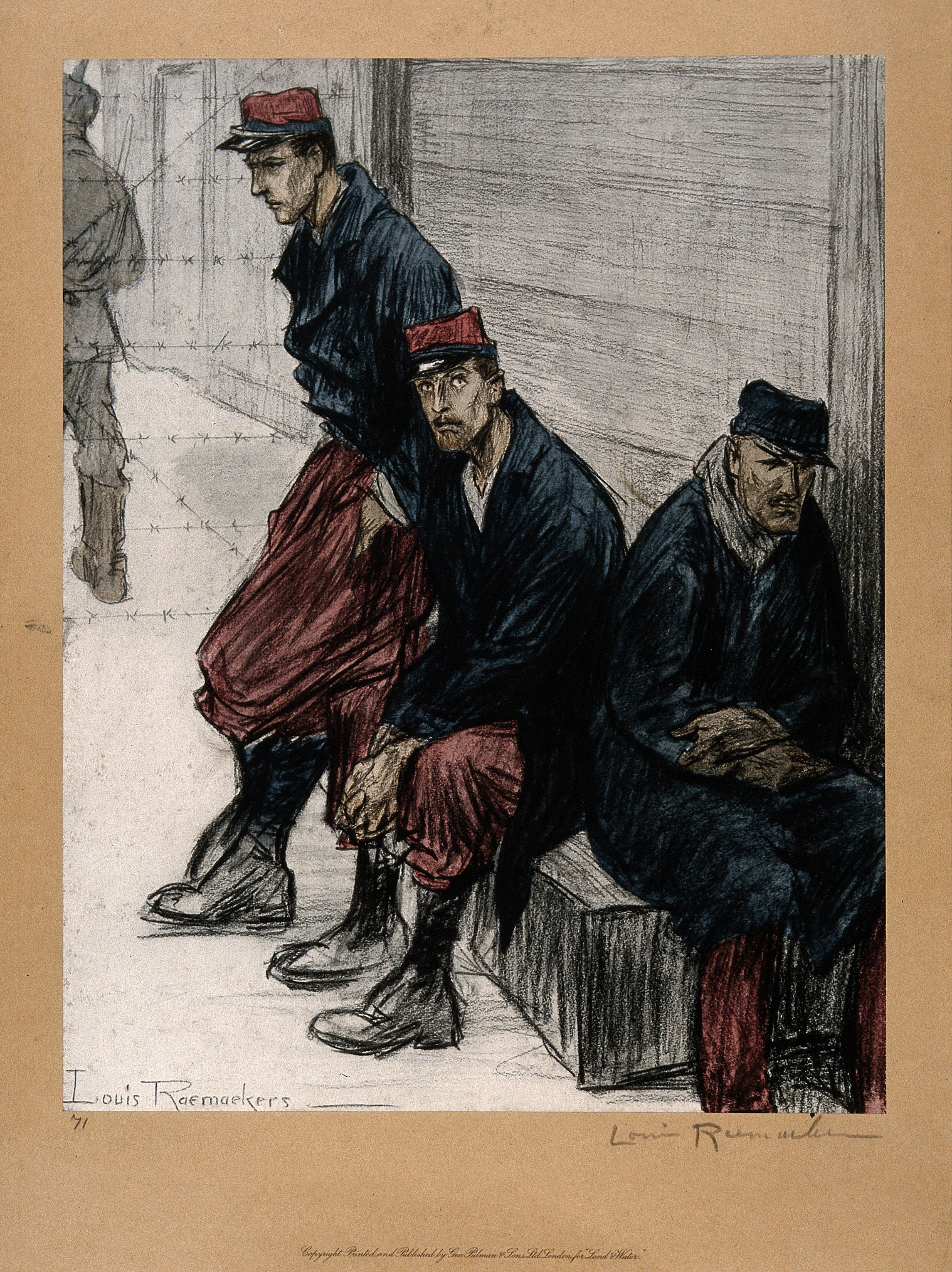

### La France et l’Angleterre
Entre-temps des efforts sont faits pour distribuer ses dessins à l’étranger : en France par le biais de carnets de cartes postales ; en Angleterre par une exposition à Londres. Le succès est immédiat. Dans les deux pays, des contrats lui sont offerts : à Londres par le Daily Mail et à Paris par Le Journal.
En France il attire l’attention de John Grand-Carteret, journaliste et collectionneur de gravures et caricatures. Celui-ci s’engage à présenter Raemaekers au peuple français et commence à distribuer ses dessins. La grande manifestation en février 1916 à Paris – où Jean-Louis Forain lui remet la Légion d’honneur en est le résultat.
À Londres, à la fin de 1915, tout le monde parle de Louis Raemaekers, même au Parlement. Quand peu après un album de Raemaekers est publié, c’est le premier ministre Herbert Asquith en personne qui écrit l’introduction : « Raemaekers nous montre nos ennemis comme ils apparaissent aux yeux impartiaux d’un Neutre. »
Depuis le début de la guerre un bureau de propagande, établi par Asquith, travaille en secret sous le nom Wellington House. Le Directeur Charles Masterman invite une vingtaine d’hommes de lettres à écrire livres et pamphlets pour la distribution dans les pays neutres. Le plus efficace est le Rapport Bryce, qui paraît en mai 1915 et ensuite en trente langues. Dans ce rapport, dont les récits de refugiés Belges sont la source principale, le comité Bryce donne un compte-rendu des atrocités allemandes commises en Belgique, pendant les premiers mois de guerre.
Après le succès de l’exposition, Wellington House prend contact avec Raemaekers et début 1916 la première publication est réalisée : Raemaekers Cartoons. C’est un cahier à petit prix, de quarante pages, qui est distribué aux soldats partant en guerre. Bien que les dessins soient faits avant que le Rapport Bryce soit publié, l’album Raemaekers Cartoons relate les mêmes incidents. Selon une source allemande ces cahiers sont trouvés en grande quantité chez les prisonniers de guerre des pays alliés.
Après l’édition anglaise, Raemaekers Cartoons est traduit en dix-huit langues et distribué – à quelques millions d’exemplaires – dans les pays neutres. En même temps quelques centaines d’expositions sont organisées dans le monde entier; après l’Allemagne et la France, en Suisse, Italie, Espagne, Pays basque, Portugal, Grèce, Russie, Canada, États-Unis, Brésil, Argentine, Chili et aux Pays-Bas. Toujours en Angleterre, d’autres formes de propagande sont initiées : des paquets de cigarettes sont renforcés avec des cartes cigarettes avec cent quarante dessins de Raemaekers, et ensuite distribués aux soldats. Des femmes de milieu aristocratique organisent des après-midi avec tableaux vivants, par exemple avec la belle-sœur de Winston Churchill. L'Allemagne est surtout mécontente de la distribution de paquets de cigarettes. Un grand journal à Cologne remarque: « Il faut bien s’imaginer les conséquences d'une telle propagande. Cinquante millions de soldats et civils pour voir l'empereur et l'Empire avec les yeux de Raemaekers ».

### États-Unis

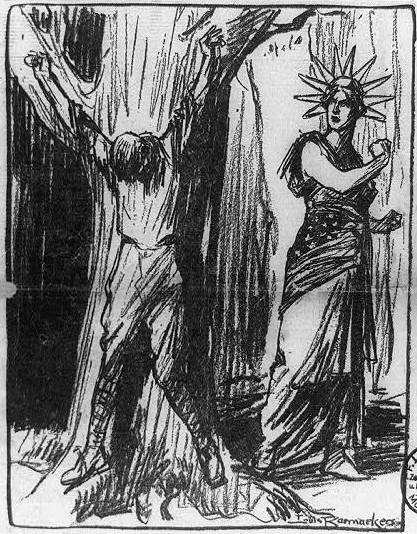
dessin paru le 4 août 1918 dans le New York American sous le titre « Wake up america! ».

Raemaekers s’intéresse à l’attitude du président Woodrow Wilson des États-Unis. Pour cette raison, Wellington House envoie l’agent du dessinateur James Murray Allison aux États-Unis afin d'organiser la diffusion de son œuvre. Après six mois de travail, les dessins de Raemaekers sont bien reçus à l’est du pays, mais le résultat est néanmoins trop maigre, même après la déclaration de guerre de début avril 17. La solution est claire : il faut faire venir le maitre lui-même.
Raemaekers arrive début juillet et tout de suite signe un contrat avec le syndicat du magnat de la presse William Randolph Hearst. Une action aussi discutable que géniale : l'International News Service est plutôt en faveur de l’Allemagne. L’idée vient du dessinateur: « c’est beaucoup plus efficace de montrer mes dessins aux lecteurs qui sont tous les jours abreuvés par des articles de tendance pro-allemande », dit-il. Les dessins de Raemaekers sont publiés dans plus de deux mille journaux, quelques dizaines de millions d’exemplaires sont distribués aux lecteurs chaque mois. Il fait le tour du pays et grâce à sa présence, le nombre d’expositions et la vente d’albums augmentent d’un jour à l’autre.
L’objectif de la mission de montrer aux Américains « la vérité » de la guerre est atteint ; l’opinion publique qui jugeait d’abord qu’il ne fallait pas se mêler de cette guerre lointaine, a basculé en faveur des pays alliés.
Raemaekers rentre en Angleterre et un an après, il fait le dernier dessin de la guerre avec l’Empereur Guillaume II pour le Telegraaf: il essuie ses larmes de crocodile avec le mouchoir de sa cousine, la reine Wilhelmine des Pays-Bas. Elle lui donne permission de s’installer aux Pays-Bas, où il reste jusqu’à sa mort en 1941.

### Son activité après la Première Guerre mondiale
Après la guerre, il s’installa à Bruxelles, où il travailla pour les journaux Le Soir et De Telegraaf. En 1919, il restaura les dessins de Victor de Stuers dans le bâtiment de l’académie de Leyde. C’est lui-même qui dessina l’élève en train d’attendre dans la zweetkamertje. En 1933, De Telegraaf annonça qu’il ferait les dessins de la bande dessinée néerlandaise « Flippie Flink » avec des textes de Clinge Doorenbos. En réalité c’est son fils Robert qui est l’auteur de la plus grande partie de ces séries. Aux Pays-Bas on l’appréciait moins en raison de son comportement que certains jugeaient pseudo-patriotique. Au cours des années 1930, il s’opposa à nouveau énergiquement à l’Allemagne. En 1939, après le déclenchement de la Seconde Guerre mondiale, il préféra s’installer en Angleterre, puis en 1940 aux États-Unis. Après la guerre, il revint en Belgique ; en 1953, il rentra dans son pays natal, où il mourut à Scheveningen en 1956.
Des expositions à Maastricht en 1938 et à Roermond en 1949 lui valurent finalement d’être reconnu dans son propre pays. En 2006, à l’occasion du cinquantième anniversaire de sa mort, eut lieu une commémoration avec une exposition au musée Stedelijk à Roermond. Le musée historique De Casteelse Poort à Wageningen lui consacra une exposition de novembre 2012 à mars 2013.

## Distinctions
- Officier de l'ordre d'Orange-Nassau
- Officier de la Légion d'honneur

## Exposition
- Ten strijde met potlood en pen: Louis Raemaekers (1869-1956) herondekt, musée de Limbourg à Venlo (Pays-Bas), 29 novembre 2014 - 12 avril 2015. L'exposition est organisée en coopération avec la Fondation Louis Raemaekers.
- Louis Raemaekers: van Roermondenaar tot wereldburger, Cuypershuis Roermond (Pays-Bas), 30 novembre 2014 - 25 janvier 2015.

## Œuvres, en français
- Dessins d’un Neutre. [Cartes postales avec dessins de Louis Raemaekers; plusieurs séries: ‘Vendu au profit de la Croix-Rouge Française’ (1); ‘Se vend au profit des orphelins de la guerre’ (2) en ‘Se vend au profit des blessés de France’ (3)]. Amsterdam (Elsevier) 1915.
- Raemaekers et la guerre. Londen (National Press Agency) 1916.
- La Grande Guerre par les artistes. Huit dessins par Louis Raemaekers. No. 18. Paris (Berger-Levrault & Georges Cres) [1916].
- La Kultur Allemande. 30 dessins de L. Raemaekers. Revue hebdomadaire de la presse française 2, numéro spécial (59), s.d. [1916].
- Louis Raemaekers 1914-1916. Grande édition de planches séparées ‘Artists Proofs’. Londen (George Pulman & Sons Ltd.) 1916.